# Adam G. Sevani
Adam Gary Sevani (ur. 29 czerwca 1992 roku) – ormiańsko-amerykański aktor, wokalista i tancerz.

## Życiorys
Rodzice Adama to Edita i Gagik Manucharian. Matka jest muzykiem, a ojciec profesjonalnym tancerzem i choreografem. Adam naprawdę nazywa się Manucharian. Urodził się 29 czerwca 1992 r. w Los Angeles w Californi. Jest młodszym bratem V Sevani, członka boybandu NLT. Adam tańczy od najmłodszych lat w studiu tanecznym jego rodziców "Synthesis Dance Center".

## Aktorstwo
Początkiem kariery Adama był występ w reklamie firmy J.C. Penny. Adam wystąpił w dwóch reklamówkach, w 2004 i 2005. Zatańczył wtedy u boku innej gwiazdy Alyson Stoner. W roku 2006 wystąpił w popularnym w Stanach Zjednoczonych serialu tanecznym Fly Kidz (sieci CBS), w którym zagrał podwójną rolę Adama i Joe.Zagrał też małą rolę w filmie LOL: Laughing Out Loud. Sevani wystąpił w sequelu filmu Step Up, Step up 2 : The Streets (premiera 14 lutego 2008). Zagrał Roberta "Moose"'a Alexander'a III. Za swoją rolę w 2008 otrzymał Young Hollywood Award w kategorii "'Best Scene Stealer'". Ostatnio Adam ponownie wcielił się w rolę "Łosia" w Step Up 3. Premiera filmu odbyła się 6 sierpnia 2010.Również w Step Up 4 Revolution wcielił się w tego samego bohatera. Premiera filmu zaś odbyła się 27 lipca 2012. W 2014 znów zagrał rolę w filmie Step Up 5 All In.

## Taniec
Adam wystąpił w teledyskach takich wykonawców jak: Mase "Breathe, Stretch, Shake", Will Smiths "Switch", T. Pain "Church" i Missy Elliot " I'm really hot". Wymyślił również choreografię do piosenki "Karma" zespołu NLT. Poza tym zatańczył dla Kevin'a Federline'a podczas Teen Choice Awards w 2006 roku. Adam wspólnie z reżyserem Step Up 2 i Step Up 3D, Joh'em Chu utworzył taneczną grupę znaną jako ACDC lub Adam/Chu Dance Crew. Grupa stała się sławna dzięki tanecznemu pojedynkowi, który obejrzeć można w serwisie Youtube. ACDC wezwało do walki Miley Cyrus oraz jej przyjaciółkę Mandy, z którą Cyrus prowadzi wspólny kanał na Youtube. Po dwóch starciach, podczas gali Teen Choice Awards w 2008 rozegrano finałową bitwę.

## Filmografia
- FlyKidz jako Adam/Joe (2005)
- Step Up 2 the Streets jako Moose (2008)
- Step Up 3-D jako Moose (2010)
- LOL: Laughing Out Loud jako Wen (2011)
- Step Up 4 Revolution jako Moose 2012)

- Step Up 5 All In jako Moose (2014)